# Schottische Tänze
Die Schottischen Tänze op 41, B74 sind eine Sammlung von insgesamt 15 Ecossaisen des Komponisten Antonín Dvořák.

## Hintergrund
Über Eduard Hanslick und Johannes Brahms erhielt Antonín Dvořák ein staatliches Stipendium aus Österreich. Es war auch das Jahr, wo sich der Komponist in einer Krise befand. Angeregt durch Franz Schuberts Ecossaisen, begann Dvořák ebenfalls, welche zu komponieren. Alle sind relativ gleich strukturiert und einfach gehalten. Jeder dieser Tänze besteht aus jeweils 16 Takten, die wiederum durch Wiederholungszeichen halbiert werden. Das Tempo ist vivace.
Folgende Tonarten verwendet Dvořák: 1) d-Moll, 2) B-Dur, 3) e-Moll, 4) C-Dur, 5) Es-Dur, 6) B-Dur, 7) B-Dur, 8) A-Dur, 9) F-Dur, 10)cDes-Dur, 11) gis-Moll, 12) As-Dur, 13) E-Dur, 14) C-Dur und 15) d-Moll.